# Cañada de Machado
Cañada de Machado es una localidad situada en el departamento Río Primero, provincia de Córdoba, Argentina.
Está compuesta por 155 habitantes (Indec, 2022) y se encuentra situada a 70 km de la Ciudad de Córdoba, aproximadamente.
La principal actividad económica es la agricultura seguida por la ganadería, siendo el principal cultivo la soja. Asimismo, se encuentran en la localidad numerosos establecimientos agrícolas como plantas de silos, oficinas, etc.
La localidad surgió gracias al ferrocarril.